# Adriana Poli Bortone
Adriana Poli Bortone (n. 25 august 1943, Lecce) este un politician italian, membru al Parlamentului European în perioada 1999 - 2004 din partea Italiei. 
1. ↑   https://dati.senato.it/senatore/1919 Lipsește sau este vid: |title= (ajutor)
2. 1 2  Deputații în Parlamentul European
3. ↑   https://www.politicheagricole.it/flex/cm/pages/ServeBLOB.php/L/IT/IDPagina/254 Lipsește sau este vid: |title= (ajutor)